# Udo Okraffka
Udo Okraffka ist ein ehemaliger deutscher Skispringer.
Okraffka sprang in der Saison 1987/88 erstmals im Skisprung-Weltcup und bestritt alle vier Springen zur Vierschanzentournee 1987/88. Bereits im zweiten Springen am 1. Januar 1988 konnte er mit Platz 15 seinen ersten und einzigen Weltcup-Punkt gewinnen. Am Ende der Saison stand er auf dem 74. Platz in der Weltcup-Gesamtwertung. Okraffka trat anschließend bei keinem internationalen Springen mehr an.